# 1313 هـ
1313 هـ هي سنة في التقويم الهجري امتدت مقابلةً في التقويم الميلادي بين سنتي 1895 و1896.

## أحداث
- محمد العبد الله الرشيد يعلن استقلال دولته ولم تعترف دول كثيرا له فلم يعترف سوى, الدولة العثمانية واليمن والأشراف اعترفوا جزئيا.
- تعيين الإمام عبد الرحمن بن فيصل آل سعود مساعدا لمبارك الصباح في شؤون الدولة.

## مواليد
- تركي الأول بن عبد العزيز آل سعود أمير سعودي.
- 17 محرم - محمد هادي الميلاني.
- ابن الخطيب الغرناطي
- كاظم الصحاف
- عبد القادر الخطيب - عالِم وفقيه عراقي.
- محمد القزلجي - عالِم وفقيه عراقي.
- موسى كاظم بك - قائد عسكري ووزير وسياسي عراقي.
- محمد بن عبد العزيز بن سعود آل سعود ولد في حائل.
- أمين الخولي
- إبراهيم بيوض
- خليل مردم بك
- داود بن الشيخ سلمان الكعبي
- شارل كوينس
- عبد الرحمن المعلمي
- عبد الرزاق السنهوري
- عبد الله السبيتي
- لياقت علي خان
- ليدل هارت
- محمد بن عبد العزيز بن سعود بن فيصل آل سعود
- محمد تقي صادق
- محمد مصطفى الماحي
- محمد بن عثمان الشاوي

## وفيات
- جوزيف درانبور
- شمس الدين الإنبابي
- عبد الرحيم التستري النجفي
- محمد باقر الخوانساري
- محمد باقر الكجوري
- محمد بن صباح الصباح
- ناصر الدين القاجاري
- الشيخ جراح بن صباح الصباح, مساعد حاكم الكويت,قتل على يد أخيه.
- جابر عبد الحسين الكاظمي